# Das graue Haus (1926)
Das graue Haus ist ein deutsches Stummfilmdrama aus dem Jahre 1926 von Friedrich Fehér mit seiner Frau Magda Sonja in der Hauptrolle einer unschuldig Verurteilten.

## Handlung
“Das graue Haus” ist eine umschreibende Bezeichnung für die düstere Einrichtung eines Gerichtsgebäudes, in denen Urteile gefällt werden, die ganze Menschenschicksale im Guten wie im Bösen bestimmen können. Ein derartiges Schicksal droht der jungen Maria. Die Tochter eines Gefängnisinspektors wird beschuldigt, gemordet zu haben. Und tatsächlich: sie ist schuldig! Sie hat jemanden solange gewürgt, bis dieser starb. Doch was waren die Hintergründe dafür, was hat die eigentlich sehr friedfertige und hingebungsvolle Frau zu dieser Verzweiflungstat getrieben? Die zum Tode verurteilte Maria wartet in ihrer Zelle darauf, dass sie für ihre Missetat hingerichtet werden wird, und deshalb erzählt sie die Geschichte ihres ebenso kurzen wie leidvollen Lebens.
Der Mann, Täter und Opfer zugleich, der ihr Verhängnis wurde, weil sie ihm all seine Liebe und Hingabe überließ und der sie nur schmählich missbraucht und verraten hatte, wird in der nachfolgenden Geschichte kurz „der Hochstapler“ genannt. Marias Zuneigung und Ehre, ja selbst ein gemeinsames Kind schenkte sie diesem Schurken, der sie in sein persönliches Verderben hinabzog, weil er ein Gewohnheitsverbrecher war und von seinem schurkischen Tun nicht lassen konnte. Ihr Vaterhaus verließ Maria ihm zuliebe und ließ sich sogar darauf ein, die angebliche Schwester des Geliebten, die doch niemand anderes als seine bereits verurteilte Komplizin war, aus dem Gefängnis zu befreien. Marias Vater, der Gefängnisinspektor, überraschte die beiden dabei, und so mussten Maria und ihr Geliebter fliehen. Doch die verurteilte Komplizin war obendrein die Geliebte von Marias Kindsvater. Jetzt endlich war für die Geschundene der Moment gekommen, an dem sie nicht mehr weiter konnte.
Der Hochstapler lachte Maria ob ihrer Naivität aus und stellte sogar seine Vaterschaft ihres Kindes in Frage. Maria stürzte sich daraufhin in unbändiger Rage auf den höhnischen Freund, der sich als verkommenes Subjekt erwiesen hatte und würgte ihn solange, bis sein Lebenslicht ausgeblasen war. Vor Gericht, im „grauen Haus“, hatte sie lange geschwiegen, doch jetzt, angesichts ihres hereingeführten Kindes, bricht die Beschuldigte ihr Schweigen. Das Gericht ist schockiert und gerührt, als man von den Hintergründen erfährt und spricht entgegen allen Erwartungen Maria sogar frei. Das Todesurteil, das zu Beginn der Geschichte unabwendbar schien, erweist sich lediglich als Alptraumvision der Angeklagten. Maria, die sich in ihrer Horrorphantasie schon ihrem Henker gegenübersah, kann mit ihrem Kind nun das „graue Haus“ verlassen und wieder in die Freiheit zurückkehren, um ein neues Leben zu beginnen.

## Produktionsnotizen
Das graue Haus entstand im Juli/August 1926 im Filmatelier von Staaken, passierte die Filmzensur am 12. Oktober desselben Jahres und wurde am 22. November 1926 in, je nach Quelle, Berlins Capitol-Kino oder im Alhambra uraufgeführt. Der mit Jugendverbot belegte Siebenakter besaß eine Länge von 2682 Metern.
Alfred Kunz entwarf die Filmbauten. Georg Hirschfeld lieferte die Storyvorlage.
Gretl Dupont, eigentlich Margarete Scherk, gab hier als Grete Scherk ihr Filmdebüt.

## Kritiken
Das Kino-Journal resümierte: „Nur ein sehr erfahrenes Publikum wird zu erkennen vermögen, daß hier Traum anstelle entsetzlicher Wirklichkeit gesetzt ist und wird daher Zeuge aufregendster Geschehnisse, welche es zitternd miterlebt, ein Schicksal, wie man es sich furchtbarer nicht ausmalen kann.“